# Садыков, Жалил
Жалил Садыкович Садыков (23 октября 1932, Кичи-Кемин, Киргизская АССР — 21 октября 2010, Бишкек) — советский и киргизский поэт и переводчик, драматург, редактор. Народный поэт Киргизской ССР (1991).

## Биография
В 1958 г. окончил филологический факультет Киргизского государственного университета.
- 1958—1959 гг. — заведующий отделом редакции журнала «Кыргызстан пионери».
- 1959—1963 гг. — литсотрудник Союза писателей Киргизской ССР по Нарынской области.
- 1964—1967 гг. — заведующий отделом, ответственный секретарь журнала «Алатоо».
- 1967—1980 гг. — главный редактор журнала «Жаш ленинчи».
- 1980—1983 и 1986—1988 гг. — главный редактор объединённой репертуарно-редакционной коллегии министерства культуры Киргизской ССР.
- 1984—1985 гг. — литсотрудник Союза писателей Киргизской ССР по Иссык-Кульской области.
- 1988—1991 гг. — главный редактор газеты «Кыргызстан маданияты».
- С 1991 г. — председатель Национального фонда предпринимательства Республики Кыргызстан.
- В 2004—2006 гг. — председатель Национального Союза писателей Кыргызстана.
- С 4 октября 2002 г. — член Национального организационного комитета по проведению Года кыргызской государственности.
- В 1991 г. избирался народным депутатом Киргизской ССР.

## Творчество
Печатается с 1950 г. Автор книг: «Убада» (1958), «Летняя заря» (1961), «Свидетель прошлого» (1962), «Страницы веков» (1964), «Жёлтая долина» (1966), «Я пою о Родине» (1968), «Незабываемые мелодии» (1971), «Созвездие» (1973), «Пьесы» (1976), «Родник» (1981), «Земное чудо» (1986).
Перевёл на кыргызский язык произведения классиков и великих поэтов прошлого и современности — Александра Пушкина, Михаила Лермонтова, Тараса Шевченко, Омара Хайяма, Расула Гамзатова, Кайсына Кулиева, Ясыра Шивазы и многих других. Произведения Жалила Садыкова переведены на десятки языков мира, на сценах многих зарубежных театров поставлены его драмы.
Автор слов гимна Киргизии.

## Награды и звания
- Орден «Манас» II степени (2002)[1]
- Народный поэт Киргизской ССР (1991)
- Заслуженный деятель искусств Киргизской ССР (1988).
- Государственная премия им. Токтагула Киргизской ССР (1986)
- Памятная золотая медаль «Манас-1000» (1995)[2]